# Like a Hurricane (album)
Cet article concerne l'album de C.C.Catch. Pour la chanson de Neil Young, voir Like a Hurricane.
Albums de C.C.Catch
Welcome To The Heartbreak Hotel
(1987) Diamonds
(1988)
Singles
Like A Hurricane est le troisième album de la chanteuse allemande d'Eurodance C.C.Catch sorti en 1987.

## Titres
1. Good Guys Only Win In Movies - 5:42
2. Like A Hurricane - 3:13
3. Smoky Joe's Cafe - 3:41
4. Are You Man Enough - 3:36
5. Don't Be A Hero - 3:32
6. Soul Survivor - 5:13
7. Midnight Gambler - 4:29
8. Don't Wait Too Long - 3:22
9. Dancing In Shadows - 3:34